# Kaiserslautern
|  | Aquest article tracta sobre la ciutat. Si cerqueu el districte, vegeu «Kaiserslautern (districte)». |

 Kaiserslautern (?·pàg.) (IPA: [kaɪzɐsˈlaʊtɐn]) (abreviatura oficial: KL) és una ciutat al sud-oest d'Alemanya, a la regió del Palatinat localitzada a l'estat de Renània-Palatinat (Rheinland-Pfalz) a un marge del Bosc del Palatinat (Pfälzer Wald). Està a una altitud de 251 metres sobre el nivell del mar i ocupa una àrea de 139,72 km². El centre històric data del segle ix i hi ha una bona accessibilitat des de ciutats importants com ara París (459 kilòmetres) i Luxemburg (159 kilòmetres).
A Kaiserslautern hi habiten 99.469 persones, en una densitat de 702 per km². A la ciutat i al seu districte (Landkreis Kaiserslautern) hi viuen uns 50.000 membres del personal militar de l'OTAN (majoritàriament americans), els quals solen anomenar la ciutat K-Town, i contribueixen aproximadament amb 1 bilió de dòlars anual a l'economia de Kaiserslautern.
El codi postal de la ciutat és 67601–67663 i el seu prefix telefònic és 0631/06301. La ciutat se subdivideix en 18 districtes i 22 barris. El partit governant és el SPD amb Klaus Weichel com a alcalde (Oberbürgermeister).

## Història

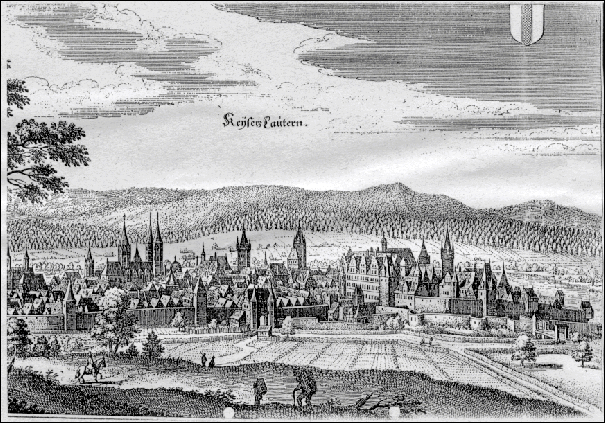
Vista de Kaiserslautern el 1645

Un assentament prehistòric del 800 aC a l'àrea de l'actual Kaiserslautern va ser descobert. Algunes tombes celtes de 2,500 anys d'antiguitat van ser trobades a Miesau, un poble a 29 kilòmetres a l'oest de Kaiserslautern. Les antiguitats descobertes es troben al Museu d'Història del Palatinat, a Espira (Speyer).
Els primers fets destacables de la història de Kaiserslautern es troben l'any 622, any en què es va fundar el regne de Lutra. Uns 350 anys més tard, el 985, Otó III del Sacre Imperi va concedir a Kaiserslautern els drets de mercat, duana i jurisdicció.
Kaiserslautern era el lloc de caça preferit de l'emperador Frederic I del Sacre Imperi Romanogermànic (Frederic Barbarossa), el qual va governar el Sacre Imperi Romanogermànic des de 1155 fins a 1190. El petit riu Lauter feia de l'antiga part de Kaiserslautern una illa, en temps medievals. Les ruïnes del castell imperial de Kaiserpfalz de Frederic I Barbarossa, construït entre els anys 1152 i 1160, poden encara ser vistes davant la Rathaus (ajuntament). Un segon castell, el Castell de Nanstein, va ser edificat a Landstuhl per protegir la ciutat de les aproximacions per l'oest. A causa de la influència de l'emperador Frederic Barbarossa sobre el poble, aquest és inclòs en les cinc "ciutats Barbarossa": Sinzig, Gelnhausen, Altenburg, Bad Frankenhausen i finalment Kaiserslautern.
La Stiftkirche, l'església més antiga de Kaiserslautern, va ser aixecada entre els anys 1250 i 1350. L'església de Sant Martí de Tours (St. Martinskirche) va ser construïda des del 1300 al 1350 per un orde religiós. Avui, una secció de la muralla original de la ciutat, encara s'aixeca al claustre de l'església.
Rodolf I d'Habsburg va donar a Kaiserslautern drets de ciutat, i el 1375 va ser inclosa al Kurpfalz (antic Palatinat) i conseqüentment es va tornar part de l'herència de la dinastia Wittelsbach. El 1519, Franz von Sickingen va obtenir la propietat del Castell de Nanstein. Es va convertir al Protestantisme, i el 1522 Nanstein va tornar a ser una fortalesa pels nobles locals que afavorien la Reforma Protestant. Sickingen i els nobles locals van començar la batalla contra de l'Arquebisbe de Trèveris; però l'atac va ser un fracàs, i es van retirar a Nanstein. Aquesta fortalesa va ser assetjada per Prínceps Catòlics Germànics. Sickingen va morir després que el castell es rendís, i els nobles protestants del Kurpfalz fossin sotmesos als Prínceps Catòlics.
El comte del Kurpflaz Joan Casimir, anà a Kaiserslautern durant la Guerra dels Trenta Anys (1618–1648). Una dura ocupació espanyola de l'any 1621 al 1632 va finalitzar quan les tropes protestants sueques van alliberar l'àrea. El 1635, tot i això, el cruel exèrcit croat sota les ordres de l'emperador austríac va entrar a Kaiserslautern i va matar 3,000 dels 3,200 habitants en tres dies de saqueig. Aquell mateix any havia sigut construït a Kaiserslautern el palau renaixentista de Joan Casimir. Landstuhl va ser salvada d'un destí semblant rendint-se sense lluitar. Kaiserslautern va tardar 160 anys a repoblar-se.
El conflicte no va acabar amb la Pau de Westfàlia el 1648. El Príncep Elector del Palatinat va tindre dificultats en molts àmbits i va manar que tots els castells, Nanstein inclòs, fossin destruïts. Els francesos envaïen i ocupaven repetidament l'àrea, residint a Kaiserslautern entre els anys 1686 i 1697. Tanmateix, després del Tractat d'Utrecht va ser restaurat com a part del Palatinat. Durant els turbulents episodis del segle xviii, el Palatinat era el camp de batalla entre les tropes franceses i alemanyes de diferents estats. El 1713, els francesos van destruir el castell de Barbarossa i les torres de les muralles de la ciutat. Des de 1793 (a la batalla de Morlautern) fins que Napoleó va ser derrotat en la batalla de Waterloo, el 1815, l'àrea va estar sota administració francesa, sent la ciutat de Kaiserslautern la seu de la sotsprefectura.
Mentre el poder francès es reduïa el 1815, Kaiserslautern i el Palatinat es van incorporar com una província a Baviera i van romandre així fins al 1918. Després la Primera Guerra Mundial, els francesos van ocupar de nou el Palatinat.
A la Segona Guerra Mundial, més del 60% de Kaiserslautern va ser destruït per bombes dels avions Aliats. El ferrocarril i moltes carreteres principals eren objectius prioritaris. Els atacs més durs, van succeir el 7 de gener, l'11 d'agost, i el 28 de setembre del 1944. De les 20,000 llars, 11,000 van ser destruïdes parcialment o completament. A la paret del cementiri oposada a la "Kleber Kaserne" encara hi ha peces i marques d'aquells assalts.
El 20 de març del 1945, mentre el Primer Exèrcit dels Estats Units d'Omar Bradley creuava el Rin a Remagen, la 80 Divisió dels Estats Units, la 319 d'Infanteria i part de la 3r Exèrcit de George Patton, van assetjar Kaiserslautern sense resistència. La guerra es va acabar en aquesta àrea, i hi va haver petites reconstruccions el 1948. El ritme de l'economia va ser lent fins al 1952, quan es van construir noves guarnicions de les tropes americanes, cosa que va fer que l'economia creixés a l'àrea.

## Etimologia
La ciutat originalment era anomenada Lutra, en elució al riu Lauter que hi passa, avui soterrat per sota de la ciutat. El nom de Kaiserslautern és testificat per primera vegada en un document l'any 1322, l'afegiment del nom Kaisers prové probablement de l'emperador Frederic Barbarossa, el qual va construir el castell de Barbarossaburg a la ciutat en una de les seves nombroses visites.

## Blasó
L'emblema de la ciutat és un escut amb dues barres vermelles als laterals i una blanca al centre, on apareix un lluç europeu. Aquest era, suposadament, el plat preferit de Frederic Barbarossa.

## Llocs i edificis

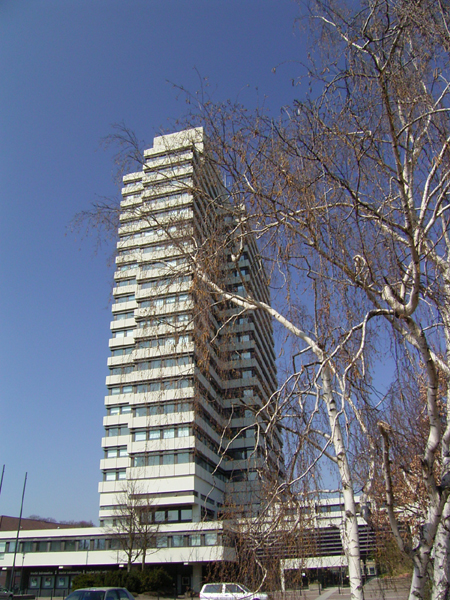
Vista de l'ajuntament de Kaiserslautern (Rathaus)

Avui, Kaiserslautern és un modern centre de tecnologies d'informació i comunicació, així com la seu d'una universitat molt coneguda: el col·legi tècnic i molts instituts de recerca internacionals localitzats per tota la ciutat.
L'ajuntament de Kaiserslautern és un dels edificis més alts i s'aixeca al centre de la ciutat. Fa 84metres d'alçada i és un dels símbols més destacables. El bar i el cafè de l'última planta ofereixen una vista panoràmica de la ciutat i els voltants.
La torre de televisió, l'estructura més alta de Kaiserslautern, no és a la ciutat, sinó localitzada a Dansenberg, un barri al sud-oest de la ciutat.
Una altra construcció inusual és la Waschmühle, una piscina pública enorme de 160metres, que és la més gran d'Europa. Se situa a l'entrada del poble de Morlautern, a pocs kilòmetres al nord de Kaiserslautern.
La zona de vianants, anomenada Altstadt, és el lloc on se situa la major part de comerços i restaurants de la ciutat. A la Altstadt es pot trobar la Kaiserbrunnen, una font creada per Gernot Rumpf el 1987. Està feta de bronze i pedra, i explica la història de Kaiserslautern de forma còmica. La font té un diàmetre de 10 metres. Al centre hi ha la representació de l'emperador Barbarossa i de Rodolf d'Habsburg espatlla amb espatlla. A l'aigua i als marges s'hi observen figures com el peix imperial, símbol de la ciutat, una òliba com a símbol de la universitat i el barret de Napoleó. La indústria regional està representada amb una màquina de cosir (de l'empresa local Pfaff) i un motor de l'empresa Opel.
El Fruchthalle va ser edificat per August von Voit entre el 1843 i el 1846. És d'estil renaixentista i imita el Palau Medici de Florència. Va servir com a mercat fins al 1849, quan es va convertir en seu del govern revolucionari palatí. Actualment, a la sala de festes hi tenen lloc concerts i actes socials.

## Universitat de Kaiserslautern
La Universitat de Kaiserslautern (Technische Universität Kaiserslautern) va ser fundada el 1970 i està distribuïda en 10 facultats: 
1. Arquitectura i enginyeria civil
2. Biologia
3. Química
4. Enginyeria elèctrica i informàtica
5. Ciències informàtiques
6. Enginyeria mecànica
7. Matemàtiques
8. Física
9. Ciències socials
10. Economia i estudis d'empresa

## Cultura i esport

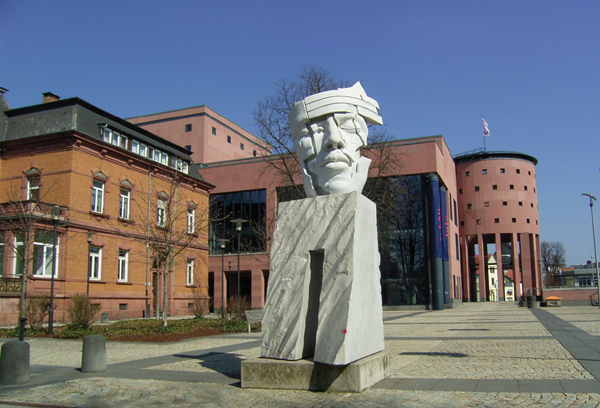
El Pflaztheater i una de les mascares de marbre

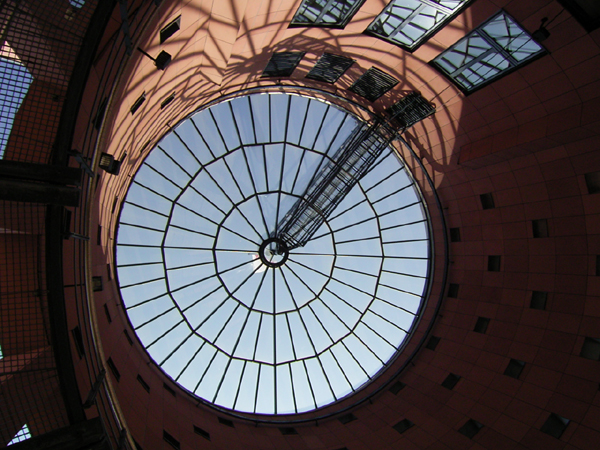
Entrada principal del Pflaztheater

Pfalztheater Kaiserslautern
El Nou Teatre Palatí, o Pfalztheater és a tocar de l'ajuntament. S'hi representen operes, ballets, concerts i musicals. Com que les arts a Alemanya són significativament subvencionades pel govern, els preus de les entrades són baixos. El teatre ha guanyat el premi Else-Lasker-Schüler-Preis de la literatura alemanya. Està flanquejat per dues mascares de marbre que representen el rei africà i l'àngel caigut. Durant la construcció s'hivan trobar restes d'un poblat neolític de fa 6000 anys i parts de l'antiga muralla, finalment va ser inaugurat el 1995.
La Kammgarn
La Kammgarn Arxivat 2008-06-12 a Wayback Machine. és un lloc històric que s'utilitzava com una fàbrica de cosir abans de ser transformada en el cor cultural de Kaiserslautern. Aquesta renovació ha preservat el seu caràcter històric tot incorporant les últimes tecnologies de so i llum. La Kammgarn està a la llista dels punts de trobada més importants d'Alemanya i serveix com a escenari de grups de música debutants i agrupacions consolidades de jazz, rock, blues i pop de tot Europa. Les actuacions han inclòs personalitats internacionals com B.B. King, Manfred Mann's Earth Band, Pat Metheny, Uriah Heep i Jan Garbarek.
Gartenschau
Més conegut com el "Dino Park" per les maquetes de mida real de dinosaures, el Gartenschau Arxivat 2006-05-08 a Wayback Machine. obre d'abril a octubre i és recomanable per a les famílies. Ha tingut una sèrie d'exposicions botàniques, com la primera Exhibició Estatal de Jardins de Renània-Palatinat l'any 2000, aquest parc ha sigut transformat en un del centres culturals i d'oci més importants d'Alemanya. Aquest gran espai acull també el jardí botànic més gran de Kaiserslautern, el Japanischer Garten Arxivat 2008-03-03 a Wayback Machine. que representa un jardí d'estil japonès. Inaugurat el 2000, és un dels més grans de seu estil a Europa.
Fritz-Walter Stadion
El renovat Fritz-Walter-Stadion té una capacitat de 48,500 espectadors. Al juny del 2006, Kaiserslautern va ser una de les 12 ciutats alemanyes que van acollir la Copa del Món de Futbol 2006 de la FIFA. Durant els cinc partits jugats es va marcar el primer gol de la història de la Selecció de Futbol d'Austràlia en un Mundial.
Kaiserslautern té un equip local de futbol, el 1. FC Kaiserslautern, que ha guanyat el títol de "Deutscher Meister" (campió d'Alemanya) quatre cops.

### Museus i biblioteques

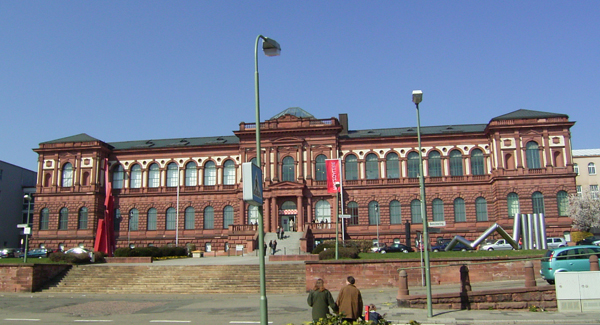
La Pfalzgalerie vista desde Museumsplatz

- Pfalzgalerie[Enllaç no actiu] La Galeria Palatina (Pfalzgalerie) situada a la plaça Museumplatz és d'estil neorenaixentista. Aquesta porta des del 1875 presentant exhibicions de pintura, escultura i artesania del segle xix fins a l'actualitat.

- Wadgasserhof[Enllaç no actiu]/ Theodor-Zink-Museum Arxivat 2007-09-28 a Wayback Machine. Al carrer Steinstraße s'hi troba el museu Theodor Zink, que ofereix una col·lecció sobre la història de la ciutat i les seves tradicions. L'edifici té un pintoresc pati que s'uneix a l'edifici Wadgasserhof.

- Stadtbibliothek Arxivat 2006-05-11 a Wayback Machine. (biblioteca municipal)
- Universitätsbibliothek Arxivat 2006-05-17 a Wayback Machine. (universitat-biblioteca de Kaiserslautern)

- Hochschulbibliothek Arxivat 2006-12-05 a Wayback Machine. (biblioteca de la Fachhochschule)

- Pfalzbibliothek (biblioteca científica centrada en temes del Kurpfalz)

## Religió

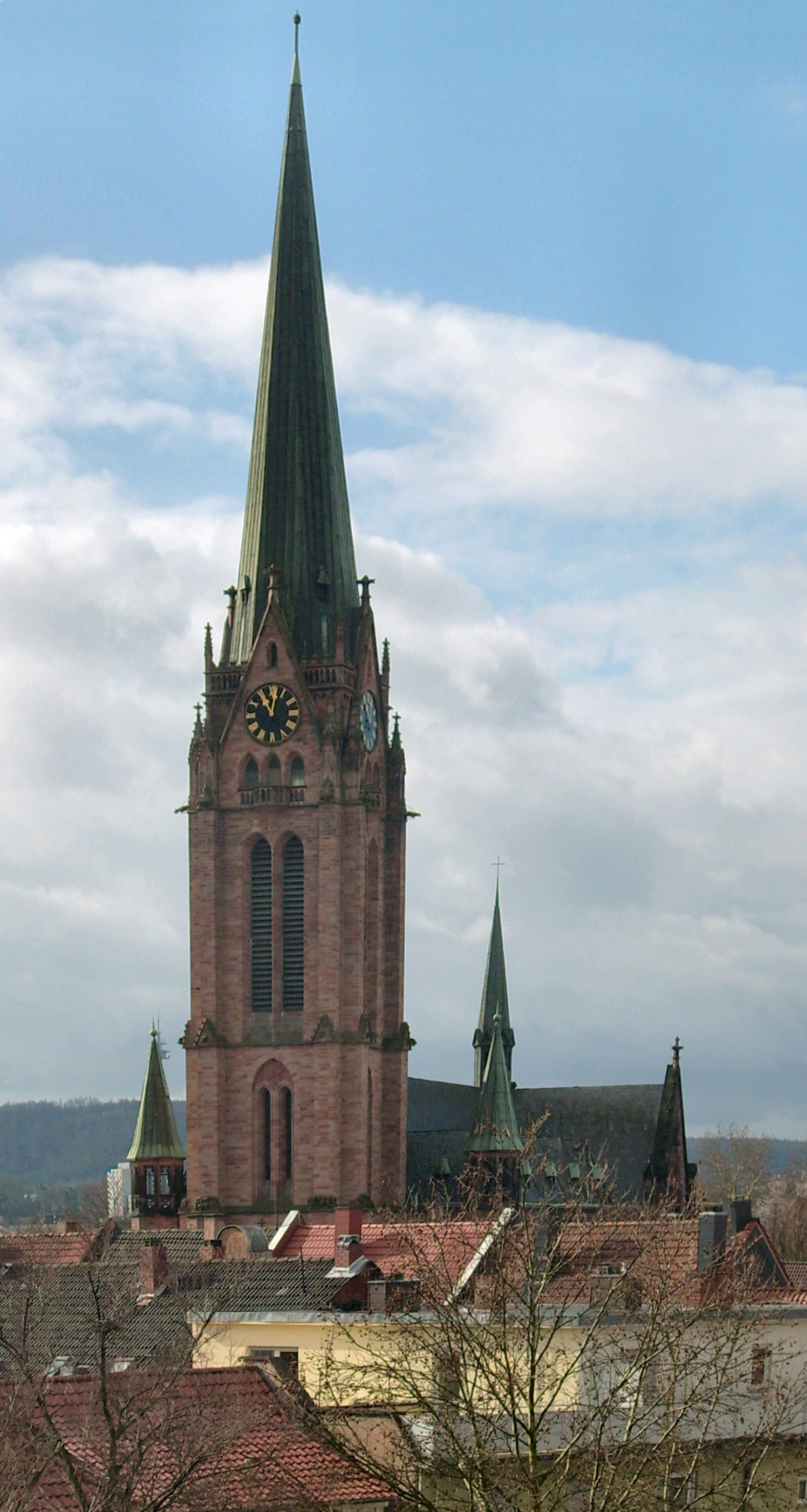
Marienkirche sobre les teulades de la ciutat

### Esglésies
L'edifici més alt al centre de Kaiserslautern és la Marienkirche, una església catòlica.
La Stiftkirche és una església protestant de tres naus. És la més important del sud-oest alemany en l'estil de gòtic tardà. Es va erigir entre la segona mitat del segle xiii i el segle xiv.
L'església de Sant Martí  (St. Martinskirche)  és una església catòlica que va pertànyer a l'ordre dels mendicants durant l'Edat Mitjana. Data del segle xiv, tot i que el sostre barroc és del xviii. Aquesta construcció està delimitada pels murs de la muralla medieval.

### Mesquites
La ciutat té dues mesquites. La primera va ser construïda per la comunitat turca de la ciutat. Està localitzada a Richard-Wagner-Str. Una altra, construïda més recentment, és el Centre Islàmic de Kaiserslautern, i està a Humboldstraße.

## Natura

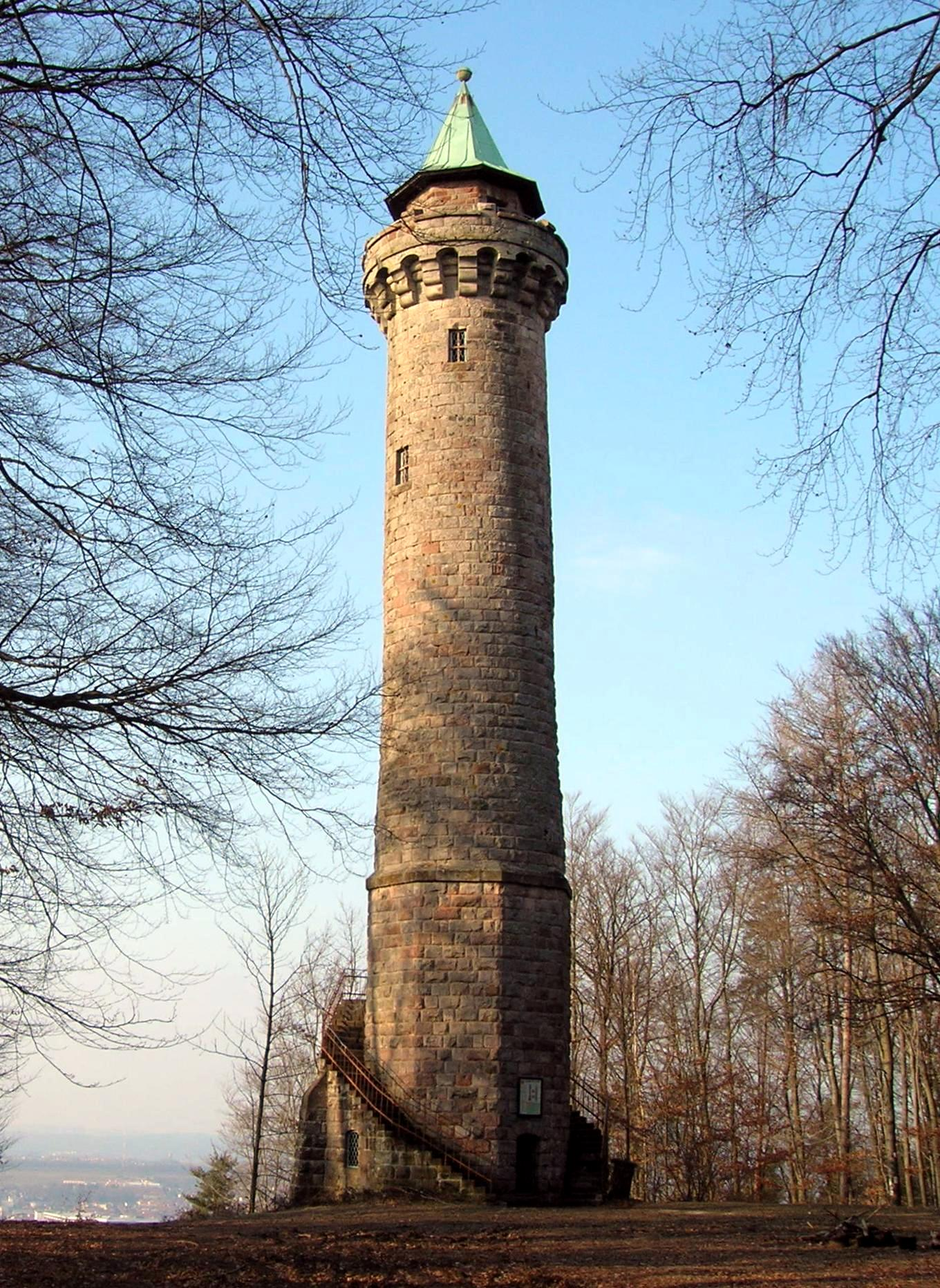
Humbergturm vista des del Pfälzerwald

Kaiserslautern és a l'àrea més boscosa d'Alemanya (Pfälzerwald o bosc del Palatinat) i ofereix moltes rutes d'excursionisme i paratges com llacs (Gelterswoog), prats i boscos.
Altres llocs d'interès a Kaiserslautern són:
- Humbergturm, edificada entre el 1899 i el 1900, és una torre d'aspecte de conte de fades, que ofereix una vista de la ciutat des del sud magnífica.
- Kaiserslautern Zoo[Enllaç no actiu] a Siegelbach, té uns 250 animals de 55 espècies en una àrea de 7 hectàrees.
- Karlstal (un riu d'aigües braves)
- Kaiserpfalz, el castell de l'emperador Barbarossa
- Burg Nanstein, a Landstuhl, un dels castells de Barbarossa.
- Burg Hohenecken, anomenta per primera vegada el 1195, va ser destruït pels francesos el 1689 i restaurat el 1940.
- Gartenschau i Japanische Garten

## Clima
Temperatures mitjanes:
| Mes  | Gen   | Feb   | Mar   | Abr   | Mai   | Jun   | Jul   | Ago   | Set   | Oct   | Nov   | Dec   |
| max. | 04 °C | 05 °C | 10 °C | 13 °C | 19 °C | 22 °C | 25 °C | 25 °C | 20 °C | 15 °C | 09 °C | 05 °C |
| min. | -1 °C | -2 °C | 02 °C | 03 °C | 08 °C | 12 °C | 14 °C | 13 °C | 09 °C | 06 °C | 03 °C | 01 °C |

## Llengua
A Kaiserslautern es parla l'alemany, tot i que també s'hi utilitza un dialecte d'aquest anomenat Pfälzisch. El Pfälzisch o Pälzisch es parla a zones dels estats de Renània-Palatinat, Hessen, Baden-Württemberg i Saarland.

## Pobles agermanats
| - Rotherham, Regne Unit - Davenport, Iowa, EUA - Douzy, França - Saint-Quentin, Aisne, França - London Borough of Newham, Regne Unit | - Bunkyo-ku, districte de Tòquio (Japó) - Brandenburg an der Havel, Brandenburg, Alemanya - Pleven, Bulgària - Columbia, EUA - Silkeborg, Dinamarca | - Guimarães, Portugal - Banja Luka, Bòsnia i Hercegovina - Bítola, Macedònia del Nord - Igualada, Catalunya |

## Empreses

### Companyies a Kaiserslautern
- ACO Guss GmbH (was Guss und Armaturwerk Kaiserslautern; acer)
- Adam Opel GmbH (fàbrica automobilística]
- F.K. Horn GmbH & Co. KG (construcció)
- Bahntechnik Kaiserslautern (Bundesbahn-Ausbesserungswerk; trens and vagons)
- Corning GmbH (convertidors catalítics)
- CP Schmidt Verpackungswerk GmbH & Co. KG (cartolines i papers)
- Euromaster GmbH (pneumàtics, seu de la companyia)
- FACT Future Advanced Composites & Technology GmbH (plàstics)
- Freudenberg Vliesstoffe KG (manufactures de teles fibroses)
- Fruit of the Loom GmbH (centre europeu de logística)
- Gebr. Pfeiffer AG (materials de construcció)
- GENERAL DYNAMICS Santa Bárbara Sistemas GmbH (des de 2002 Eisenwerke Kaiserslautern; vehicles amfibis, i ponts mòbils d'ús militar)
- Hochwald Nahrungsmittel-Werke GmbH (llet)
- Human Solutions GmbH (hardware/software per processos ergonòmics)
- Keiper GmbH & Co. KG (seients de cotxe)
- Linux Networx GmbH (seu europea, especialistes de superordinadors)
- LMS Deutschland GmbH (desenvolupament del software per a maquinària, densitat estructural i components)
- Lumera Laser GmbH (sistemes de laser)
- Market Maker Software AG (software pel control d'existències)
- maxess Systemhaus GmbH (solucions IT per a companyies d'alimentació)
- Mobotix AG (network cameras and surveillance systems)
- Pfaff Industrie Maschinen AG (màquines de cosir)
- Rohr Druck GmbH (imprenta)
- Saar-Pfalz Erfrischungsgetränke GmbH & Co. KG (concessionari de Coca-Cola)
- SIEDA Systemhaus für intelligente EDV-Anwendungen GmbH (software per a hospitals, programació, i logística)
- Spinnerei Lampertsmühle GmbH (tèxtils)
- Talia (antigament Gondrom; llibreries)
- Torpedo-Garage GmbH & Co. KG (sucursal de Daimler-Chrysler AG)
- Wipotec Wägetechnik GmbH (balances)
- Albert Ziegler GmbH & Co. KG (equipament de bomber)
- ALPLA

## Militars dels EUA

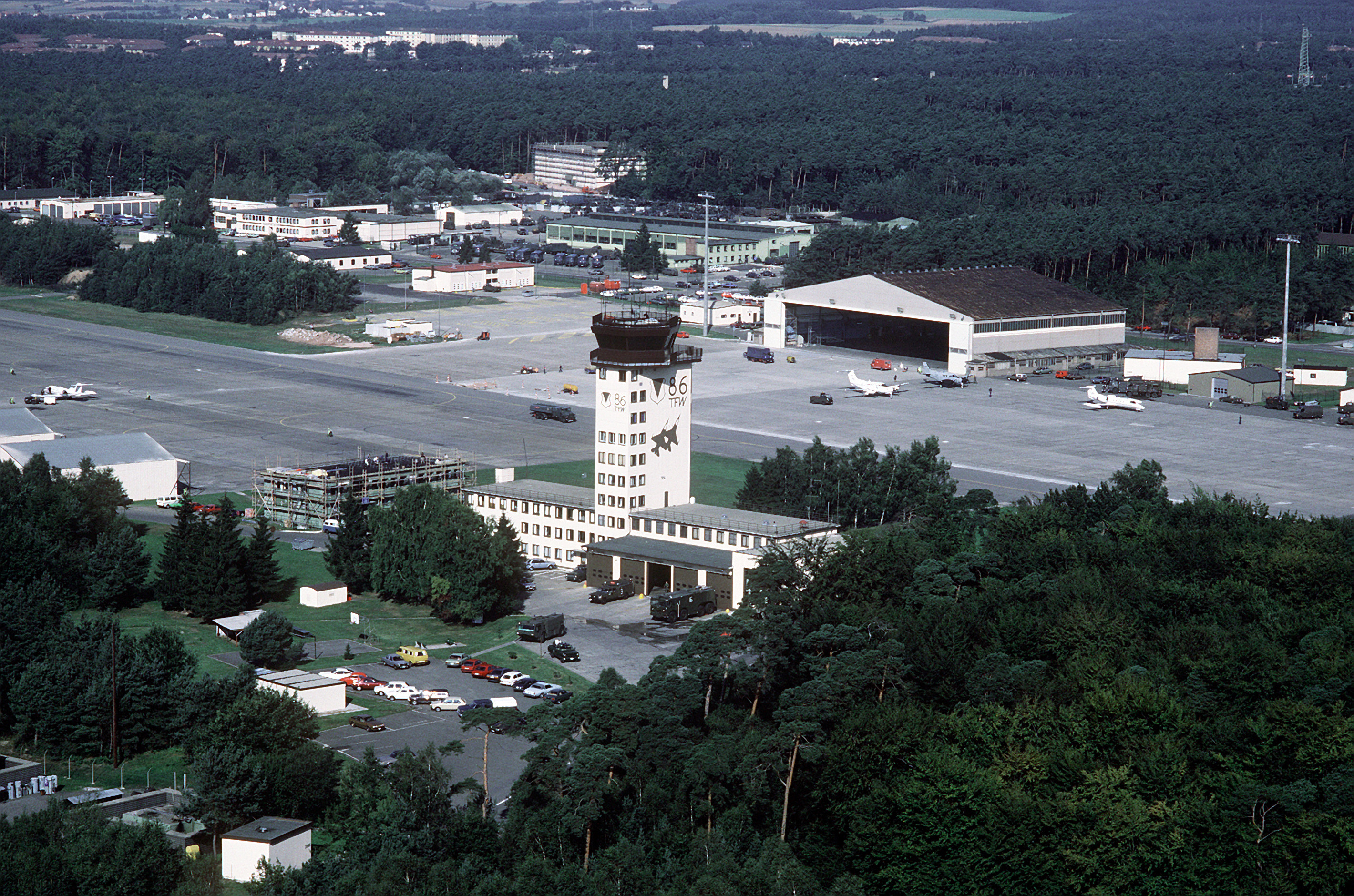
La base aèria americana a Ramstein

Entre 1950 i 1955, Kaiserslautern es va desenvolupar com la comunitat militar americana més gran del món, fora dels Estats Units. Per aquesta raó Kaiserslautern, tot i la indignació d'alguns residents natius, és anomenada "K-town"; un terme creat pels primers habitants americans que tenien dificultat per pronunciar el nom. La Kaiserslautern Military Community (KMC) és una comunitat que barreja personal de l'exèrcit de terra (Army Force) i el de l'aire (Air Force). El KMC té instal·lacions a Kleber, Panzer, Daener Kaserne, Landstuhl, Miesau, Einsiedlerhof, Pirmasens, l'artilleria del Rin i la caserna Pulaski juntament amb les instal·lacions de la Air Force localitzades a Ramstein, Sembach, Vogelweh, i a l'estació aèria de Kapaun.